# No Fixed Address
No Fixed Address (en español Sin domicilio fijo) es el octavo álbum de estudio de la banda de Rock canadiense Nickelback. Fue lanzado el 17 de noviembre de 2014. El primer sencillo es Edge of a Revolution, el cual fue lanzado el 18 de agosto de 2014 Es el primer álbum de Nickelback que está bajo el sello discográfico Republic Records.

## Antecedentes
Durante una entrevista con Chad Kroeger en CFOX-FM, estación de radio canadiense, Kroeger mencionó que la banda estaba planeando lanzar el nuevo material antes de que terminara el 2014. También confirmó el primer sencillo llamado "Revolution", el cual estaba planeado lanzarse en agosto del 2014. La canción fue descrita como una crítica política. El 22 de agosto de 2014, la banda confirmó en sus redes sociales que el disco tendría como título "No Fixed Address", así mismo publicaron las canciones del disco. El título del disco se debe a que fue grabado en diferentes lugares, nunca tuvieron un lugar fijo.

## Sencillos
El sencillo principal, a pesar de ser anunciado como "Revolution", terminó siendo "Edge of a Revolution" fue lanzado como sencillo en las estaciones de radio en Estados Unidos y Canadá. Al día siguiente fue lanzado en Itunes
El segundo sencillo es "What Are You Waiting For?". Fue estrenado el 4 de septiembre en estaciones de radio de Alemania, y Reino Unido. Y el 5 de septiembre en Australia.

## Lista de canciones
La lista de canciones fue lanzado el 22 de agosto de 2014.

| N.º | Título                                      | Escritor(es)                                           | Productor(es)                                                        | Duración |  |
| 1.  | «Million Miles an Hour»                     | Chad Kroeger, Ryan Peake                               | Nickelback, Chris Baseford                                           | 4:10     |  |
| 2.  | «Edge of a Revolution»                      | C. Kroeger, Peake, Mike Kroeger                        | Nickelback, Baseford                                                 | 4:03     |  |
| 3.  | «What Are You Waiting For?»                 | C. Kroeger, Peake, Jacob Kasher, Gordon "Gordini" Sran | Nickelback, Baseford, Brian Howes, Jason "JVP" van Poederooyen, Sran | 3:38     |  |
| 4.  | «She Keeps Me Up»                           | C. Kroeger, Kasher, Josh Ramsay                        | Nickelback, Baseford                                                 | 3:57     |  |
| 5.  | «Make Me Believe Again»                     | C. Kroeger, David Hodges                               | Nickelback, Baseford                                                 | 3:33     |  |
| 6.  | «Satellite»                                 | C. Kroeger, Peake, Ramsay, Hodges                      | Nickelback, Baseford                                                 | 3:57     |  |
| 7.  | «Get 'Em Up»                                | C. Kroeger                                             | Nickelback, Baseford                                                 | 3:53     |  |
| 8.  | «The Hammer's Coming Down»                  | C. Kroeger, Peake, M. Kroeger                          | Nickelback, Baseford                                                 | 4:24     |  |
| 9.  | «Miss You»                                  | C. Kroeger, Peake, M. Kroeger                          |                                                                      | 4:02     |  |
| 10. | «Got Me Runnin' Round» (featuring Flo Rida) | C. Kroeger, Kasher                                     | Nickelback, Baseford, Sran                                           | 4:05     |  |
| 11. | «Sister Sin»                                | C. Kroeger, Peake                                      |                                                                      | 3:25     |  |